# Kutemajärvi
Kutemajärvi är en sjö i Finland. Den ligger i kommunen Kangasniemi i landskapet Södra Savolax, i den södra delen av landet, 240 km norr om huvudstaden Helsingfors. Kutemajärvi ligger 112,9 meter över havet. Arean är 4,68 kvadratkilometer och strandlinjen är 33,09 kilometer lång. Sjön  ingår i Kymmene älvs huvudavrinningsområde.   I omgivningarna runt Kutemajärvi växer i huvudsak blandskog.
I övrigt finns följande i Kutemajärvi:
- Konttisaari (en ö)
- Selkäsaaret (en öar)
- Lamposaari (en ö)
- Saloistensaari (en ö)